# Auge-Saint-Médard
Auge-Saint-Médard is een plaats en voormaligegemeente in het Franse departement Charente in de regio Nouvelle-Aquitaine en telt 323 inwoners (2004). Het maakt deel uit van het arrondissement Cognac.

## Geschiedenis
Auge-Saint-Médard is op 1 januari 2019 gefuseerd met de gemeenten Anville, Bonneville en Montigné tot de gemeente Val-d'Auge. 

## Geografie
De oppervlakte van Auge-Saint-Médard bedraagt 9,2 km², de bevolkingsdichtheid is 35,1 inwoners per km².
De onderstaande kaart toont de ligging van Auge-Saint-Médard met de belangrijkste infrastructuur en aangrenzende gemeenten.

## Demografie
Onderstaande figuur toont het verloop van het inwonertal.